# P-MODEL
P-MODEL是一个日本的铁克诺流行乐队。它组建于1979年，前身是前卫摇滚乐队MANDRAKE（日语：マンドレイク (バンド)），在同年以单曲和专辑《IN A MODEL ROOM》出道。P-MODEL经历过三次活动休止（分别称为“冻结”“待机”和“培养”），从2000年12月20日起至今仍处于“培养”状态中。尽管共有16位成员参加过P-MODEL（包括只以CG形式出场的虚拟角色TAINACO），只有团队核心平泽进一直贯穿始终。在这20余年间，P-MODEL发布了12张专辑以及大量其他形式的作品。
本条目中也一并介绍从2004年起开始活动的核P-MODEL。

## 略历

### 初期
- 1979年1月1日，P-MODEL成立。第一代成员为MANDRAKE的成员平泽进、田中靖美、田井中贞利，以及原本是他们的狂热歌迷的秋山胜彦。首次登台表演是同年3月在下北泽LOFT。同年9月，为摇滚乐队范·海伦的巡回演唱会“World Vacation Tour（英语：World Vacation Tour）”在日本的部分做开场演出。[2]
- 1980年1月，P-MODEL的个人事务所MODEL HOUSE主办了P-MODEl的首次全国巡回演出“P-TRICK PLAN”。开始被称作Techno-pop御三家之一（另外两者是Plastics（日语：プラスチックス）和HIKASHU（日语：ヒカシュー）），经常在电视节目中演出。[2]
- 1980年5月，有感于Techno-pop的风头已经过于强劲，P-MODEL着手准备转变风格。秋山由于音乐路线与之不一致，在同年11月退出。
- 1981年3月，第3张专辑《POTPURRI》发布。同年菊池达也加入。平泽进在此期间担任合成器培训班的讲师，菊池原本是班里的学生。
- 1982年，第4张专辑《Perspective》发布。这一时期起P-MODEL几乎不再演奏Techno-pop时期的作品。开始使用自制乐器“Heavenizer”做实验性的演奏。[2]
- 1983年3月，田中以创作灵感枯竭为由退出。刚刚高中毕业的三浦俊一加入。[2]
- 原定于1983年发布的第5章专辑《Another Game》，由于歌词被要求修改，延期至次年2月发布。但“ANOTHER GAME TOUR”仍然在全国23地公演。[2]此后P-MODEL与Japan Record解约，以独立音乐的形式发布了名为“P-MODEL ANOTHER ACT”的flexi disc（英语：flexi disc）。
- 1984年，菊池退出。P-MODEL将当时在4-D mode1的横川理彦招致麾下。10月，附有磁带的有声书籍（日语：カセットブック）《SCUBA》发布。12月，田井中退出，同年度解散的乐队ALLERGY（日语：ALLERGY）的鼓手荒木康弘随后加入。[2]
- 1985年，P-MODEL与Alpha Record签约。10月，第6张专辑《KARKADOR》发布。在完成12月份的巡回演出之后，横川和三浦一起退出。中野照夫、高桥芳一加入。
- 1986年，第7张专辑《ONE PATTERN》发布。
- 1987年，原定发表的第8张专辑《Monster》遭遇了一些困难。4月，荒木退出。田井中贞利再度加入。9月，高桥退出，ことぶき光加入。直到1988年12月，P-MODEL以“冻结”为名休止了乐团活动，这张专辑也没有完成，从此搁置。以此为契机，平泽进开始了个人创作、演出的生涯。
- 1987年，P-MODEL和KERA（日语：ケラリーノ・サンドロヴィッチ）组成了一个早期P-MODEL的cover band（英语：cover band），名为。该乐队主要为P-MODEL做开场演出，数次表演后解散。

### 冻结中
- P-MODEL冻结后，平泽进在各种杂志的访谈中被问及P-MODEL复活的计划时，都表示不会再次启动。然而他在个人演唱会中却演奏了数曲P-MODEL时代的作品，ことぶき光和秋山胜彦也在演唱会的乐队中。
- 1990年，在平泽进个人演唱会“ERROR FORCE”中，P-MODEL临时复活，成员是KERA、平泽进、秋山胜彦、ことぶき光、田井中贞利、荒木康弘。

### 解冻期
- 1991年9月，P-MODEL宣布“解冻”，重新开始活动。当时的成员是平泽进、秋山胜彦、ことぶき光、藤井ヤスチカ。藤井是摇滚乐队The Groovers（日语：ザ・グルーヴァーズ）的前成员。
- 1992年，第8张专辑《P-MODEL》发布，并在东京、大阪、名古屋举办了演唱会。记录1979-1992年乐团历史的录像带《BITMAP 1979-1992》发布。在日比谷野外音乐堂举办了演唱会“Planet Error”。[2]
- 1993年，第9张专辑《big body》发布，同样在东京、大阪、名古屋举行了演唱会。同年以粉丝俱乐部名义举行了P-MODEL的cover band竞赛“Errors of P-MANIA!”。
- 1993年10月，在演唱会“Error of Information”中，P-MODEL宣布“待机”，活动再次休止。

### 待机中
- 1994年，平泽进创立DIW/SYUN厂牌，发布了《PAUSE》等P-MODEL现场专辑。以同一厂牌他还将冻结前的P-MODEL的一些曲目以解冻期的曲风加以编排，发布了专辑[3]。

### 改订期
- 这一时期，P-MODEL以“电子船P-MODEL号的航行”为主题。在不同的专辑里，也被称为“Black in white船团”“回收船P-MODEL号”等等。
- 1994年12月，乐队4-D mode1的小西健司、与小西私交甚笃的福间创以及GRASS VALLEY（日语：グラスバレー）的前成员上领亘加入，与平泽一同，4人组成了改订期的P-MODEL。原本预定是在1994年9月在日比谷野外音楽堂做复出演出的，但候补成员TAKA（日语：森内貴寛）未能参加，结果这次表演改为平泽进个人演唱会。就在这时小西健司决定加入。
- 1995年9月，以DIW/SYUN厂牌发布了混音专辑《Corrective Errors》[4]。有趣的这张混音专辑是先于原专辑发布的。11月，发布了混音专辑《SCUBA RECYCLE》[5]。
- 同年，在因特网上开设了官方网站“GHOST WEB”。
- 1995年12月，P-MODEL第10张专辑《舟》发布。全国巡回演唱会《电子舟访日行脚》开始。在官方网站上发布每次演出的报告。
- 1996年10月，以演唱会“Branch O”为发端，开始了P-MODEL成员各自表演的主题“Unfix”。11月15日，在东京新宿LIQUIDROOM的通宵活动中，平泽进以“感冒”为由缺席，但数日后他在GHOST WEB上表示，“我并非会因为感冒就缺席的人。不过我不能透露真正的原因”。次年平泽进离开了事务所，创设了自己的事务所“CHAOS UNION”。
- 同年，上领亘退出P-MODEL，专注于个人名义的创作和表演活动。此后P-MODEL引入了虚拟鼓手“TAINACO”系列。新的故事代替了Unfix，发布了单曲《ASHURA CLOCK》和《LAYER-GREEN》，以及第11张专辑，并以全国巡回演唱会作结。
- 1999年，为纪念P-MODEL成立20周年，主题开始。为了在因特网上以MP3的形式发表新专辑，平泽进和P-MODEL与日本哥伦比亚解约，开设网站“P-PLANT”[註 1]。此间发布了虚拟演唱会（英語：VIRTUAL LIVE）系列3部作，以及第12张专辑。同年6月，与POLYSICS（日语：POLYSICS）等乐队共同进行了现场演出“Future Screen of Tokyo New Wave”。
- 2000年，作为音乐产业废弃物这一主题的结束，P-MODEL在网络上举行了，原本目标是希望让世界各地的人来翻唱P-MODEL的作品，不过最后大部分作品都来自国内歌迷。
- 2000年12月，P-MODEL宣布进入“培养期”，再度停止活动。

### 培养中
- 2001年，平泽进在自己的“Hirasawa Energy Works”主题中，将一些自己的个人作品以P-MODEL风格重新编排制作，发布专辑《Solar Ray》。
- 2002年，网罗P-MODEL所有作品的CD集发布，贩售直到2010年终止。2014年以新的包装形式重新开始发售。
- 2014年，曾与P-MODEL签约的宝丽多唱片，即现环球音乐发售DVD版本的《BITMAP 1979-1992》。

### 核P-MODEL
核P-MODEL并不是P-MODEL乐队本身。P-MODEL至今仍处于培养中。
- 2004年，平泽进开始以“核P-MODEL”的名义进行创作和演出。发布了专辑，并举行了演唱会。
- 2005年和2008年，发布仅在中野百老汇的店铺“shop MECANO”限定贩卖的两张单曲。
- 2013年，平泽进之兄YOU1经营的新浪潮音乐主题咖啡厅“GAZIO”开业。4月26日到30日的开业庆典活动中P-MODEL的前成员们也到店参加，期间宣布核P-MODEL的新专辑将开始制作。11月，核P-MODEL第2张专辑发售。
- 2014年1月，举办了核P-MODEL演唱会“Parallel Kozak”。10月，举办了平泽进个人名义与核P-MODEL联合演出的演唱会“Hybird Phonon”。
- 核P-MODEL演唱会“回=回”在2018年9月于大阪、2018年11月和2019年1月于东京举行。[6]

## 成员
下表中列出了三个时期各阶段专辑、当时的成员组成和担当的乐器。
| 阶段   | 年代                    | 专辑                                            | 主唱、吉他 | 贝斯                    | 键盘                | 键盘                  | 鼓                    |
| ------ | ----------------------- | ----------------------------------------------- | ---------- | ----------------------- | ------------------- | --------------------- | --------------------- |
| 初期   | 1979年1月 - 1980年11月  | IN A MODEL ROOM LANDSALE                        | 平泽进     | 秋山胜彦                | 田中靖美            | -                     | 田井中贞利            |
| 初期   | 1980年11月 - 1983年3月  | POTPOURRI Perspective                           | 平泽进     | 菊池达也                | 田中靖美            | -                     | 田井中贞利            |
| 初期   | 1983年3月 - 1984年8月   | ANOTHER GAME                                    | 平泽进     | 菊池达也                | 三浦俊一            | -                     | 田井中贞利            |
| 初期   | 1984年8月 - 1984年12月  |                                                 | 平泽进     | 横川理彦 （兼任小提琴） | 三浦俊一            | -                     | 田井中贞利            |
| 初期   | 1985年1月 - 1985年12月  | KARKADOR                                        | 平泽进     | 横川理彦 （兼任小提琴） | 三浦俊一            | -                     | 荒木康弘              |
| 初期   | 1986年1月 - 1987年3月   | ONE PATTERN                                     | 平泽进     | 中野照夫                | 高桥芳一 （System） | -                     | 荒木康弘              |
| 初期   | 1987年4月 - 1987年9月   | （モンスター)                                   | 平泽进     | 中野照夫                | 高桥芳一 （System） | -                     | 田井中贞利            |
| 初期   | 1987年11月 - 1988年12月 |                                                 | 平泽进     | 中野照夫                | ことぶき光          | -                     | 田井中贞利            |
| 解冻期 | 1991年9月 - 1993年10月  | P-MODEL big body                                | 平泽进     | 秋山胜彦                | ことぶき光          | 秋山胜彦              | 藤井ヤスチカ          |
| 改订期 | 1994年12月 - 1997年6月  | 舟                                              | 平泽进     | 小西健司                | 福间创 （System-1） | 小西健司 （System-2） | 上领亘 （Algorhythm） |
| 改订期 | 1997年10月 - 2000年12月 | 電子悲劇/〜ENOLA 音楽産業廃棄物〜P-MODEL OR DIE | 平泽进     | 小西健司                | 福间创 （System-1） | 小西健司 （System-2） | TAINACO               |

## 逸话
- P-MODEL有一个承袭自MANDRAKE时代的传统，即给成员分配乐器时不考虑其经验。例如，秋山在加入前原本是键盘手，当时由于田中的意见而开始了贝斯手生涯；横川兼任小提琴手是为了配合当时平泽弹贝斯、三浦弹吉他的反常配置；中野在加入时，被要求在空缺的贝斯和键盘两个位置里二选一。在解冻期和改订期，由于缺少贝斯手，在一些乐曲中先后由秋山和小西充任。
- 前冻结时代，平泽并不喜欢令观众过于兴奋，但1986年的一次演唱会中，平泽进破天荒的对观众喊道“跳起来”（日语：踊れ！），导致观众过于激动，现场推挤严重，数人倒地。
- 第一代成员中的秋山原本是MANDRAKE的狂热粉丝。平泽觉得需要一个偶像性质的成员，故而令其加入。不出所料，秋山吸引了很多女性粉丝的人气。
- 尽管P-MODEL召集前成员继续表演的可能性微乎其微，前成员之间的关系十分友好。三浦俊一、中野照夫和福间创在同一家事务所，与平泽曾担任制作人的Shampoo和PEVO的成员也经常共同创作和演出。2009年10月28日举办的DRIVE TO 2010中，4-D mode1、Shampoo、PEVO和中野以“平泽进presents”（日语：平沢進プレゼンツ）名义出演。平泽也在4-D mode1的舞台演出中以视频影像的形式参演。[8]20世纪00年代，乐曲的制作和现场演出几乎完全个人完成的平泽进，也在2012年的个人演唱会“PHONON2555”中与荒木和PEVO1号共同演出；2013年的互动演唱会“Nomonos and Imium”久违地与折茂昌美共演；2014年的演唱会“Parallel Kozak”中有PEVO1号和福间，“Hybrid Phonon”中有PEVO1号参演。
- 漫画・动画《K-ON！輕音部》的主人公姓氏来自P-MODEL的部分成员。各位成员也有所反应。平泽进因为在推特上的“没弄错吧，我是平泽进，不是平泽唯。”（[9]）等一系列发言而引起一些人的热议，短时间内粉丝数激增。据说中野照夫从自己的弟弟处获赠了一个中野梓的手办，在推特上发图并写道“表情微妙地举着中野梓手办的本尊”（中野梓フィギュアを微妙な表情で掲げる元ネタの人）[10][11][12]、但原推文可能已被删除。秋山胜彦在博客上发照片表示自己买了田井中律的周边鼓棒。[13]

## 作品

### 单曲
- 美術館で会った人だろ（1979年7月25日）
- KAMEARI POP（1979年12月25日）
- ミサイル（1980年5月25日）
- ジャングルベッドII（1981年3月25日）
- P-0 (1983年8月25日)（非卖品）

随小册子《ANOTHER PAPERS》贩售的单曲。
- SOLID AIR DANCE VERSION (1983年10月25日)（非卖品）

仅于演唱会现场发售
- IKARI/NO PERSPECTIVE (1984年2月)
- RE;（1985年5月）
- PROT DRUM/D-SIDE'（1985年5月）
- アナザー デイ（1986年5月）（非卖品）

用于宣传的单曲
- P-MODEL OPENING SE 1992 (1992年2月26日)（非卖品）
- P-MODEL demo (1994年5月25日)（非卖品）
- SAKISIT North Passage MIX (1996年2月29日)（非卖品）
- Rocket Shoot（1996年10月19日）
- ASHURA CLOCK（1997年8月1日）
- LAYER-GREEN（1997年8月30日）

### 专辑
- IN A MODEL ROOM（1979年8月25日）
- LANDSALE（1980年4月25日）
- POTPOURRI（1981年3月25日）
- Perspective（1982年3月1日）
- ANOTHER GAME（1984年2月25日）
- KARKADOR（1985年10月25日）
- ONE PATTERN（1986年6月25日）
- P-MODEL（1992年2月26日）
- big body（1993年3月25日）
- 舟（1995年12月9日）
- 電子悲劇/〜ENOLA、1997年11月29日）
- 音楽産業廃棄物〜P-MODEL OR DIE（1999年9月1日）
- Monster（未发布专辑）

原计划收录的一部分乐曲收录于平泽进个人名义的专辑《时空之水》（日语：時空の水）、CD Boxset《太阳系亚种音》（日语：太陽系亜種音）和演唱会DVD《三界的人体地图》（日语：三界の人体地図）。